# Patagónides
El sistema dels Patagónides, serres dels Patagónides o simplement Patagónides és un conjunt muntanyenc de la Patagònia argentina, que s'eleva com serres aïllades per sobre dels altiplans, i s'estén de manera quasi paral·lela a la serralada dels Andes, des de l'extrem sud de la província de Mendoza fins al llac Musters, a Chubut, a la zona centresud del territori provincial, i recorre al voltant de més de 1.000 km. S'originaren per plegaments durant l'era mesozoica.

## Denominació
El concepte de «Patagónides», el creà el geòleg Juan Keidel, definint-lo com un moviment supracretaci, així com descrigué abans el concepte de «Gondwànides» per als moviments hercínics.
Se sol anomenar «sistema de Patagónides», «sistema de les Patagónides», «sistema dels Patagónides», «serres dels Patagónides», o sols «Patagónides». N'han quedat en desús antigues denominacions, per exemple: «Circumpatagónides», «muntanyes de plegament Circumpatagó», i «serres Centrals Patagones».

## Origen
Durant el cicle patagonídic, en l'etapa del cretaci mitjà, la regió austral i nord de la Patagònia, així com l'arxipèlag de Terra del Foc, patiren importants deformacions. El plegament dels Patagónides s'alçà a finals de l'era secundària, juntament amb una intensa activitat volcànica. Es formà en un geosinclinal de dimensions limitades, un moviment precursor del més notori plegament andí del terciari. L'orogènia hurònica fracturà les roques precambrianes preexistents: granits, granodiorites, anfíbols, que posteriorment sofriren els efectes d'una intensa acció mecànica.
En el mesozoic de la Patagònia la placa antàrtica donà lloc a la formació del Massís Patagó, que contacta amb el Massís de Brasília al riu Colorado. El Massís Patagó sofrí intensos moviments epirogènics d'ascens i descens sobre la línia de la mar durant aquesta era. En ascendir la placa d'aquest massís, es produeix una regressió marina que hi diposita sediments continentals. Els materials provinents de l'erosió dels relleus formats a l'oest, juntament amb sediments d'origen marí, ompliren el geosinclinal situat en alguns sectors de la Patagònia, el que hui coneixem com «conques», on es formaren jaciments d'hidrocarburs (petroli i gas). Aquestes conques es formaren a partir de restes fòssils vegetals i animals, ja que en aquesta era el clima càlid i humit afavorí el creixement d'abundant vegetació (extensos boscos) i el domini de grans rèptils. També hi hagué una intensa activitat volcànica: i encara s'hi observen grans sectors coberts per lava (nesocratons).

## Distribució
Tot aquest sistema forma una llargada d'uns 60 a 70 km. El seu extrem nord es desprén de la serralada dels Andes a la latitud 36° 50'S, al nord de la confluència dels rius Gran i Barranca a l'extrem sud de Mendoza (segons altres autors és al riu Agrio), recorrent després tot l'oest del Neuquén, de Río Negroi de Chubut, fins a la zona centresud del territori provincial en la latitud 45° 30'S, al llac Musters, i se'n destaca a l'extrem sud el turó San Bernardo, a la rodalia de Sarmiento. Té el límit austral al riu Senguer, i n'apareixen algunes altures menors ja al mig dels altiplans patagons, formant-hi quasi una unitat paisatgística, amb una intricada barreja de terrasses, serres, altiplans, valls, depressions, salines, llacunes, etc.

## Geomorfologia
Forma part del conjunt d'unitats morfoestructurals del sector sud de l'Argentina, juntament amb la serralada Principal, la serralada Patagona i la Patagonia extraandina.
De nord a sud, limita a l'oest amb els sistemes orogràfics de la serralada Principal, la Patagona i laPreserralada o Anteserralada. A l'est, en la part central, limita amb el sistema de Somuncurá.
Les vores, sobretot en el tram de Neuquén, les formen alts volcans que es projecten als altiplans adjacents amb extensos mantells basàltics. Del costat oest, aquests cordons se separen dels Andes per la gran depressió subandina per la qual corren els trams superiors de diversos rius: Neuquén, Agrio, Aluminé, Chico, Chubut, Tecka, Languiñeo, Genoa, Senguer, etc. El límit per l'est, el demarquen els alts altiplans que donen començament a la Patagònia típica, en el sentit fisiogràfic més estricte.
El conjunt es divideix en dues grans seccions per la interposició d'un peneplà de 1.200 msnm, format per roques cristal·lines precambrianes i masses intrusives paleozoiques al sud de Neuquén, en l'arc que forma el riu Limay amb el seu afluent Collón-Curá. Aquest peneplà culmina a la serra de l'Angostura. Es perllonga del costat de riu Negro, amb formes abruptes, especialment entre Comallo i Mencué.
D'oest a est, després del plegament andí, es troben grabens i horsts, mentre que els llacs glaciars estan embassats per turons morrènics (drumlins) que parcialment també formen la vora del sistema orogràfic dels Patagónides.

## Relleu
En part es troben cobertes de sediments posteriors al Cretaci, i les serres són els afloraments del sistema. Es caracteritzen per ser cordons d'alçada mitjana que amb prou feines superen els 1.800 msnm. Solen tenir forma d'arcs amb coves orientades cap a l'est. Els vessants orientals són més secs i suaus que els occidentals. Formen petites elevacions de vores arredonides, polides per la intensa erosió a què foren sotmeses. Les serres al sector més austral són de proporcions encara més menudes, a penes apunten uns 330 m sobre el nivell dels altiplans circumdants, en l'alçada mitjana. On apareixen roques resistents, l'erosió ha llaurat turons de costes abruptes, exhibint sortints aïllats.

## Cordons que la componen

### A Neuquén
- Arcos del Espinazo del Zorro
- Arcos de Chacaicó
- Arcos de la serra de la Vaca Muerta
- Serra del Chachil. El seu cim principal, el turó Atravesada, té una altitud de 1.940 msnm, tot i que alguns autors la consideren de la preserralada Neuquina
- Encadenament de Catan-Lil
- Encadenament de Cuyín Manzano
- Serra de l'Angostura

### A Río Negro
- Encadenament Anecón Grande (molt erosionat i de cims arredonits).

### A Chubut
- Serra Nevada
- Serra Rosada
- Serra Toquetrén
- Serra Hualjaina
- Serra Tepuel
- Serra Olte
- Serra Cañadón Grande
- Serra Cuadrada
- Serra Aisladores o Telégrafo
- Serra Buen Pasto
- Serra Castillo
- Serra Pastos Blancos
- Serra San Bernardo
- Serra Cutancunué. S'hi troba el turó Cutancunué, que amb 1.885 msnm, és el pic culminant del sistema, tot i que hi ha autors que assenyalen que a Neuquén hi ha els cims més alts del sistema, amb crestes rocoses i arestes que superen els 2.000 msnm.[6][9] També cal recordar que el turó Anecón Grande a Río Negro arriba a una alçada de 2.023 msnm.

## Clima
El clima pot definir-se com estepari amb tendència al règim mediterrani, amb una estació humida hivernal, en què ocasionalment es produeixen fortes nevades i la major part de les pluges anuals, que oscil·len entre 200 i 300 mm. L'escassa precipitació i la seua distribució hivernal determinen un fort dèficit hídric estival.
Els vents de l'oest, provinents de l'anticicló del Pacífic i carregats d'humitat, precipiten copiosament a la part occidental dels Andes, però s'eixuguen amb rapidesa cap a l'est, i arriben als Patagónides amb molt poca humitat.

## Sòls
La roca consolidada aflora i ocupa àrees àmplies: el seu relleu escarpat impedí la deposició del loess o cendra volcànica, i hi és comuna la «roca nua» o aridisols i entisols molt succints, sovint coberts per basalts, on només prosperen pasturatges naturals i petits arbusts.

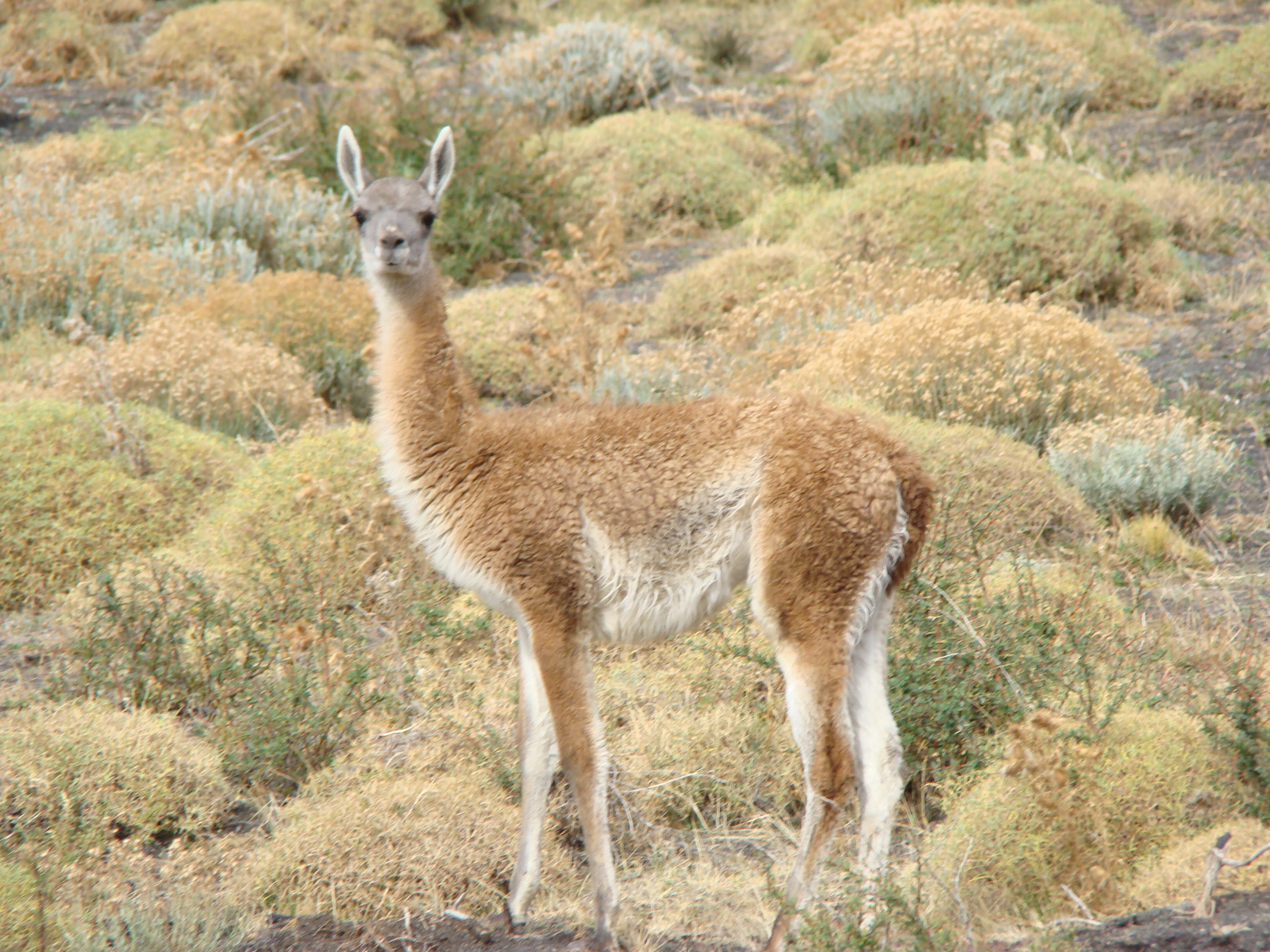
El guanac és el mamífer característic d'aquestes serres

## Flora

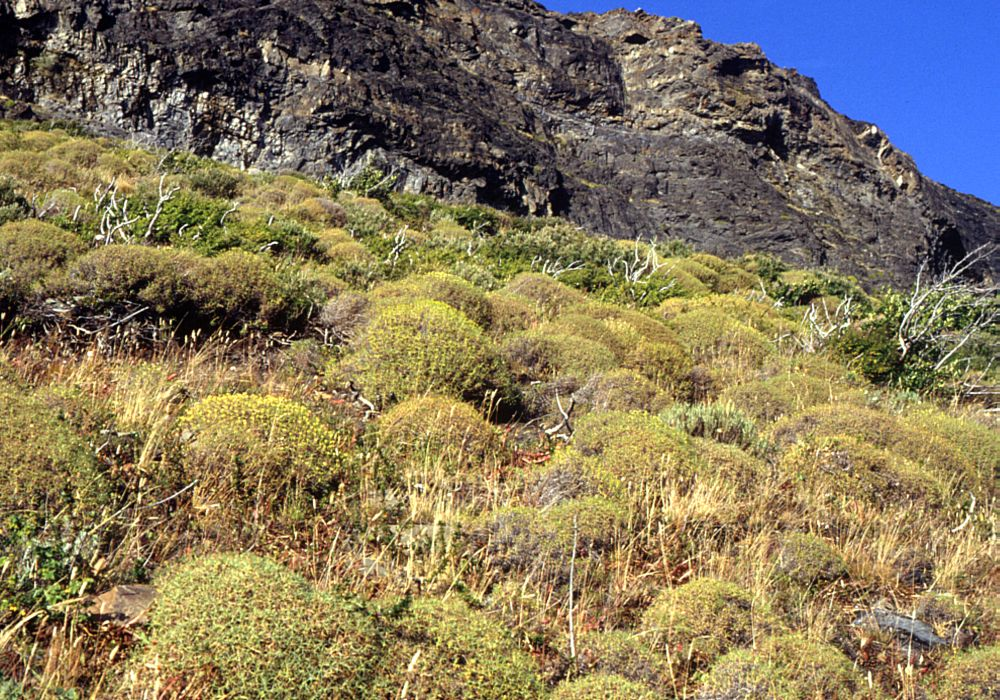
El Mulinum spinosum, un arbust característic d'aquestes serres

Donat l'intens fred i l'aridesa, incrementada pels constants vents de l'oest, només hi ha una escassa vegetació xeròfila, de pastures curtes i dures, i petits arbusts en forma de coixí.
La vegetació es caracteritza per estepes gramínies. Un arbust característic de la regió és Fabiana imbricata, el qual forma matolls als vessants, juntament amb pasturatges de Stipa speciosa, i Festuca pallescens. Acompanyen aquesta formació altres arbusts: arç negre (Discaria articulata), Mulinum spinosum, Senecio bracteolatus, i Acaena splendens.
Fitogeogràficament correspon al «districte subandí» de la província fitogeogràfica Patagona, que forma una franja entre els altres districtes esteparis cap a l'est i la província Subantàrtica cap a ponent.

## Etnologia
La regió fou hàbitat d'alguns grups de l'ètnia tehueltxe, o aonikenk, especialment aquests cordons eren la frontera est de «gennakenk», de l'anomenat «País de Frutillas» o «Chulilaw», una regió delimitada al nord pel llac Nahuel Huapi, a l'est per les serralades baixes dels Patagónides, a l'oest pels alts cims dels Andes i al sud pel llac Buenos Aires-General Carrera.